# Modelo atómico de Schrödinger

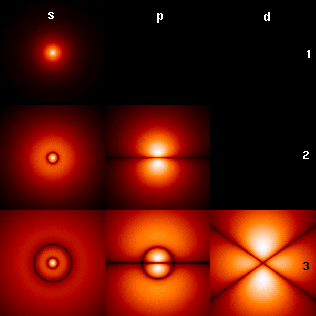
Densidad de probabilidad de ubicación de un electrón para los primeros niveles de energía.

El modelo atómico de Schrödinger (1926) es un modelo cuántico no relativista. En este modelo los electrones se contemplaban originalmente como una onda estacionaria de materia cuya amplitud decaía rápidamente al sobrepasar el radio atómico. 
El modelo de Bohr funcionaba para el átomo de hidrógeno. En los espectros realizados por Schrödinger para otros átomos se observaba que electrones de un mismo nivel energético tenían energías ligeramente diferentes. Esto no tenía explicación en el modelo de Bohr, y sugería que se necesitaba alguna corrección. La propuesta fue que dentro de un mismo nivel energético existían subniveles. La forma concreta en que surgieron de manera natural estos subniveles, fue incorporando órbitas elípticas y correcciones relativistas. Así, en 1916, Arnold Sommerfeld modificó el modelo atómico de Bohr, en el cual los electrones solo giraban en órbitas circulares, al decir que también podían girar en órbitas elípticas más complejas y calculó los efectos relativistas.

## Características del modelo
El modelo atómico de Schrödinger concebía los electrones como ondas de materia. Así la ecuación se integraría como la ecuación ondulatoria que describía la evolución en el tiempo y el espacio de dicha onda material. Más tarde Max Born propuso una interpretación probabilística de la difunción de onda de los electrones. Esa nueva interpretación es compatible con:

## Adecuación empírica
El modelo atómico de Schrödinger predice adecuadamente las líneas de emisión espectrales, tanto de átomos neutros como de átomos ionizados. También dicen y esta confirmado que el modelo también predice la modificación de los niveles energéticos cuando existe un campo magnético o eléctrico (efecto Zeeman y efecto Stark respectivamente). Además, con ciertas modificaciones semiheurísticas el modelo explica el enlace químico y la estabilidad de las moléculas. Cuando se necesita una alta precisión en los niveles energéticos puede emplearse un modelo similar al de Schrödinger, pero donde el electrón es descrito mediante la ecuación relativista de Dirac en lugar de mediante la ecuación de Schrödinger. En el modelo de Dirac, se toma en cuenta la contribución del espín del electrón.

## Solución de la ecuación de Schrödinger
Las soluciones estacionarias de la ecuación de Schrödinger en un campo central electrostático, están caracterizadas por tres números cuánticos (n, l, m) que a su vez están relacionados con lo que en el caso clásico corresponderían a las tres integrales del movimiento independientes de una partícula en un campo central. Estas soluciones o funciones de onda normalizadas vienen dadas en coordenadas esféricas por:

{\displaystyle \psi _{nlm}(\theta ,\phi ,r)=\langle {\vec {r}}|nlm\rangle ={\sqrt {{\left({\frac {2}{na_{0}}}\right)}^{3}{\frac {(n-l-1)!}{2n[(n+l)!]}}2}}e^{-{r \over {na_{0}}}}\left({2r \over {na_{0}}}\right)^{l}L_{n-l-1}^{2l+1}\left[{2r \over {na_{0}}}\right]Y_{l,m}(\theta ,\phi )}

donde:
{\displaystyle a_{0}} es el radio de Bohr.
{\displaystyle L_{n-l-1}^{2l+1}(\rho )} son los polinomios generalizados de Laguerre de grado n-l-1.
{\displaystyle Y_{l,m}(\theta ,\phi )\,} es el armónico esférico (l, m).
Los autovalores son:
Para el operador momento angular:
{\displaystyle L^{2}|n,l,m\rangle ={\hbar }^{2}l(l+1)|n,l,m\rangle }
{\displaystyle L_{z}|n,l,m\rangle =\hbar m|n,l,m\rangle }
Para el operador hamiltoniano:
{\displaystyle H|n,l,m\rangle =E_{n}|n,l,m\rangle }
donde:
{\displaystyle E_{n}=-{{mc^{2}Z^{2}\alpha ^{2}} \over {2\cdot n^{2}}}=-{{m \over 2\hbar ^{2}}\left({Ze^{2} \over 4\pi \epsilon _{0}}\right)^{2}{1 \over n^{2}}}}
α es la constante de estructura fina con Z=1.

## Insuficiencias del modelo
Si bien el modelo de Schrödinger describe adecuadamente la estructura electrónica de los átomos, resulta incompleto en otros aspectos:
1. El modelo de Schrödinger en su formulación original no tiene en cuenta el espín de los electrones, esta deficiencia es corregida por el modelo de Schrödinger-Pauli.
2. El modelo de Schrödinger ignora los efectos relativistas de los electrones rápidos, esta deficiencia es corregida por la ecuación de Dirac que además incorpora la descripción del espín electrónico.
3. El modelo de Schrödinger si bien predice razonablemente bien los niveles energéticos, por sí mismo no explica por qué un electrón en un estado cuántico excitado decae hacia un nivel inferior si existe alguno libre. Esto fue explicado por primera vez por la electrodinámica cuántica y es un efecto de la energía del punto cero del vacío cuántico.

Cuando se considera un átomo de hidrógeno los dos primeros aspectos pueden corregirse añadiendo términos correctivos al hamiltoniano atómico.

| Predecesor: Modelo atómico de Sommerfeld | Modelo atómico de Schrödinger (1924-1928) | Sucesor: Modelo atómico de Dirac |